# Carabus yamato
Carabus yamato es una especie de insecto adéfago del género Carabus, familia Carabidae. Fue descrita científicamente por Nakane en 1953.
Habita en Japón.